# De Librije

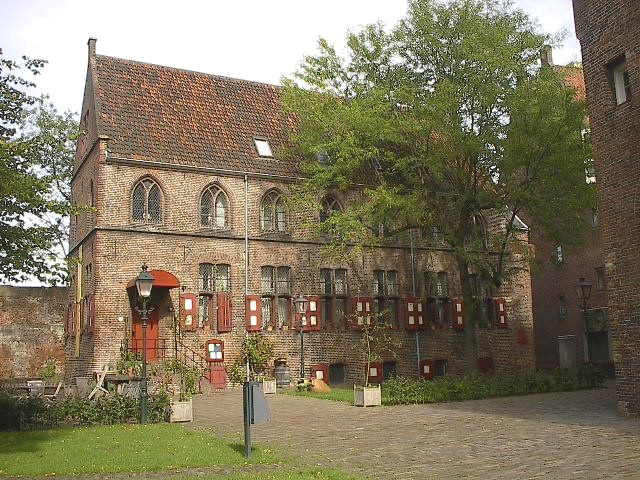
Ancien emplacement de De Librije au Broerenkerkplein à Zwolle

De Librije (en néerlandais, « La Librairie ») est un restaurant gastronomique situé à Zwolle, aux Pays-Bas. Fondé en 1980, il est dirigé par la sommelière et maîtresse d'hôtel Thérèse Boer et était sous la direction culinaire du chef Jonnie Boer jusqu'à son décès en 2025. Depuis 2004, De Librije est distingué par trois étoiles au Guide Michelin, l’un des deux seuls restaurants néerlandais à avoir atteint ce niveau, avec Parkheuvel à Rotterdam (2002-2008).

## Historique

### Origines et débuts
De Librije ouvre en 1980 sous la direction d’Ed Meijers, dans un bâtiment historique du Broerenkerkplein à Zwolle, autrefois partie d’un monastère dominicain du XVe siècle. En 1987, Jonnie Boer rejoint l’équipe comme apprenti, devenant chef de cuisine en 1989. Avec son épouse Thérèse Boer, il rachète le restaurant en 1993.

### Étoiles Michelin
En 1993, quelques mois après le rachat, De Librije obtient sa première étoile Michelin. En 1999, une deuxième étoile est décernée, faisant de Jonnie Boer, à 33 ans, le plus jeune chef doublement étoilé des Pays-Bas. En 2004, De Librije reçoit une troisième étoile, devenant le deuxième restaurant néerlandais à atteindre ce niveau. Il conserve ses trois étoiles depuis.

### Déménagement au Spinhuisplein
De 1993 à 2015, le restaurant était situé au Broerenkerkplein. En 2007, Jonnie et Thérèse Boer acquièrent une ancienne prison pour femmes, le Spinhuis, où ils ouvrent Librije’s Hotel en 2008. En 2014, ils annoncent le déménagement de De Librije vers cet emplacement au Spinhuisplein, permettant une cuisine ouverte intégrée à la salle. Le restaurant ouvre à sa nouvelle adresse le 20 janvier 2015,.

### Décès de Jonnie Boer
Le 23 avril 2025, Jonnie Boer décède d’une embolie pulmonaire à Bonaire, à l’âge de 60 ans. Nelson Tanate prend la direction de la cuisine.

## Cuisine
De Librije est réputé pour sa cuisine gastronomique valorisant les produits régionaux de Zwolle, en collaboration avec des petits producteurs. Récompensé d’une étoile verte Michelin pour sa durabilité, le restaurant réduit le gaspillage alimentaire et propose des options végétariennes. La nature inspire les plats, et Thérèse Boer propose des accords mets-vins, incluant sa propre ligne de vins.

## Distinctions
- Guide Michelin : Une étoile (1993), Deux étoiles (1999), Trois étoiles (2004–présent)[4].
- GaultMillau : 19,5/20 (2025) ; Restaurant de l’année (2007, 2008)[11].
- The World’s 50 Best Restaurants : 37e (2010), 46e (2011), 29e (2014), 38e (2016)[12].
- Lekker : Meilleur restaurant des Pays-Bas (2018, 2022–2024), 2e place (2019–2021, 2025)[13].
- SVH Meestertitel : En 2023, De Librije devient le seul restaurant néerlandais avec trois distinctions SVH : Jonnie Boer (Meesterkok), Thérèse Boer (Wijnmeester et Meestergastvrouw), Gert Wiltvank (Meestergastheer)[14].